# Soyuz 3
Soyuz 3 (en ruso: Союз 3, Unión 3) fue una misión tripulada de una nave Soyuz 7K-OK lanzada el 26 de octubre de 1968 desde el cosmódromo de Baikonur. Fue el segundo lanzamiento de una Soyuz tripulada tras el desastroso vuelo de la Soyuz 1, en el que murió su único ocupante. Tras un rediseño de la cápsula y varios vuelos de prueba no tripulados se lanzó la Soyuz 3.
La misión de Soyuz 3 era reunirse en órbita y acoplarse con la Soyuz 2, no tripulada, pero falló en el intento. El fallo de acoplamiento fue debido a la toma de control manual de la Soyuz por Beregovoi, el único tripulante de la cápsula, que puso repetidas veces la nave en una posición que anulaba los sistemas automáticos de acoplamiento de las Soyuz y que utilizó casi todo el propelente durante el primer intento de acoplamiento. Durante el vuelo se probaron los sistemas de la nave y varios procedimientos de vuelo.

## Tripulación
- Georgi Beregovoi

## Tripulación de respaldo
- Vladimir Shatalov